# Centroplacus
Centroplacus, biljni rod koji s vrstom C. glaucinus čini dio porodice Centroplacaceae unutar reda Malpighiales. Raširena je po zapadnoj tropskoj africi: Gabon, Kongo, Kamerun i Ekvatorijalna Gvineja. Fanerofit, naraste do 20 metara visine, muška i ženska stabla.
Lokalno se koristi u medicinske svrhe.